# El garante
El garante es una miniserie de televisión argentina de terror de 1997 creada y dirigida por el director Sebastián Borensztein. Protagonizada por Lito Cruz, Leonardo Sbaraglia, Eleonora Wexler y David Masanik. Fue transmitida por Canal 9 Libertad.

## Sinopsis
Martín Rivera (Sbaraglia), es un joven psicólogo que es contactado por un misterioso hombre llamado José Sagasti (Lito Cruz), quien pretende cobrarle una vieja deuda que dejó su abuelo al morir. Martín, por ser el primer descendiente varón, es el garante obligatorio para saldar dicha deuda, la cual consiste en entregarle su alma al diablo, depositando una gota de sangre en un viejo pergamino. El joven psicólogo inmediatamente descree de la fantasiosa historia y le recomienda a Sagasti que se haga tratar psiquiátricamente, mientras que Sagasti le advierte que si no paga esa deuda su vida será un verdadero infierno. Desde ese momento Sagasti, quien es realmente un representante humano del infierno, utiliza su riqueza y poderes extraterrenales para atormentar a Rivera, buscando de varias maneras que este último firme el contrato, lo que incluye controlar a sus amigos, atacar a su familia y seres queridos y lentamente empujar a "El Garante" a la desesperación. Al mismo tiempo Rivera, acorralado, descubre que todo lo que dijo Sagasti es cierto, y decide luchar por su alma.

## Reparto
- Lito Cruz ... José Sagasti, enviado de Satán
- Leonardo Sbaraglia ... Martín Rivera, psicólogo
- Eleonora Wexler ... Abril, novia de Martín
- David Masajnik ... Marcelo, mecánico y amigo de Martín
- Noelia Noto ... Sandra, novia de Marcelo
- Luis Luque ... Eduardo, psiquiatra amigo de Martín
- Luis Ziembrowski ... González, paciente de Martín y un Ángel encubierto que fue enviado a la Tierra
- Juana Hidalgo ... Madre de Martín
- Franklin Caicedo ... Inspector Lozada
- Claudio Rissi ... Antonio Peñalver, policía
- Humberto Serrano ... Comisario
- Francisco Cocuzza ... El Bocha, Asesino Serial
- Horacio Peña ... Luis, padre de Martín
- Augusto Britez ... Compañero del Bocha
- Osvaldo Bonet ... Marcos, fotógrafo amigo del abuelo de Martín
- Alejandro Urdapilleta ... Primer paciente de Martín
- Jorge Marrale ... Satán

## Premios
Premios Martín Fierro (4):
- Mejor Unitario y/o Miniserie (Ganador).
- Mejor Actor Dramático Protagónico por Leonardo Sbaraglia (Ganador).
- Mejor Actor Dramático Protagónico por Lito Cruz (Nominado).
- Mejor Autor y/o Libretista por Sebastián Borensztein, Marcelo Slavich y Walter Slavich (Ganadores).
- Mejor Director por Sebastián Borensztein (Ganador).
- Mejor Producción Integral (Nominado).
- Mejor Banda de Sonido (Nominado).

Premios Found TV (1):
- Mejor Ficción (Ganador).[2]

Premio Argentores (1):
- Mejor Guion por Sebastián Borensztein, Marcelo Slavich y Walter Slavich (Ganadores).

Premio Broadcasting (3):
- Premio a la Excelencia (Ganador).
- Premio Mejor Director por Sebastián Borensztein (Ganador).
- Premio Mejor Actor Protagónico por Leonardo Sbaraglia (Ganador).

Premios Emmy:
- Nominada.

 New York Film Festival:
- Nominada.

## Transposición a literatura
Debido al éxito rotundo de la miniserie de terror, el productor José Levy junto a la escritora Alex Ferrara publicaron una novela homónima. Este fue el primer caso de una novelización de un producto televisivo en Argentina.